# Зейнсвілл (Індіана)
Зейнсвілл (англ. Zanesville) — місто (англ. town) в США, в округах Веллс і Аллен штату Індіана. Населення — 580 осіб (2020).

## Географія
Зейнсвілл розташований за координатами 40°54′56″ пн. ш. 85°16′52″ зх. д. / 40.91556° пн. ш. 85.28111° зх. д. (40.915467, -85.281229).  За даними Бюро перепису населення США в 2010 році місто мало площу 2,15 км², з яких 2,13 км² — суходіл та 0,02 км² — водойми.

## Демографія
Згідно з переписом 2010 року, у місті мешкало 600 осіб у 229 домогосподарствах у складі 175 родин. Густота населення становила 279 осіб/км².  Було 239 помешкань (111/км²).
Расовий склад населення:
| - 98,5 % — білих - 0,2 % — корінних американців - 0,2 % — чорних або афроамериканців |

До двох чи більше рас належало 1,0 %. Частка іспаномовних становила 1,5 % від усіх жителів.
За віковим діапазоном населення розподілялося таким чином: 27,2 % — особи молодші 18 років, 60,0 % — особи у віці 18—64 років, 12,8 % — особи у віці 65 років та старші. Медіана віку мешканця становила 38,3 року. На 100 осіб жіночої статі у місті припадало 98,7 чоловіків;  на 100 жінок у віці від 18 років та старших — 99,5 чоловіків також старших 18 років.
Середній дохід на одне домашнє господарство  становив 61 706 доларів США (медіана — 58 000), а середній дохід на одну сім'ю — 65 669 доларів (медіана — 61 042). Медіана доходів становила 47 188 доларів для чоловіків та 35 417 доларів для жінок. За межею бідності перебувало 5,2 % осіб, у тому числі 7,9 % дітей у віці до 18 років та 7,6 % осіб у віці 65 років та старших.
Цивільне працевлаштоване населення становило 297 осіб. Основні галузі зайнятості: виробництво — 29,0 %, освіта, охорона здоров'я та соціальна допомога — 16,2 %, мистецтво, розваги та відпочинок — 11,1 %, транспорт — 8,4 %.